# Gran Premi de Mònaco del 2010
El Gran Premi de Mònaco de Fórmula 1 de la Temporada 2010 s'ha disputat al circuit de Mònaco, el 16 de maig del 2010.

## Qualificació

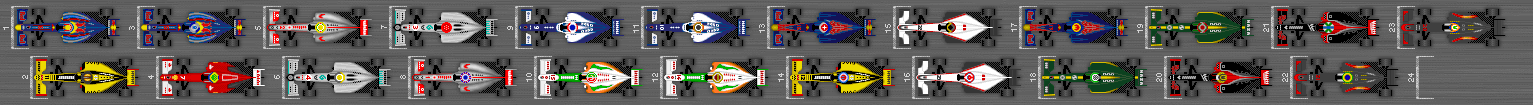
Posicions després de la qualificació

| Pos | No | Pilot              | Constructor          | Part 1      | Part 2   | Part 3   | Sortida |
| --- | -- | ------------------ | -------------------- | ----------- | -------- | -------- | ------- |
| 1   | 6  | Mark Webber        | Red Bull-Renault     | 1:15.035    | 1:14.462 | 1:13.826 | 1       |
| 2   | 11 | Robert Kubica      | Renault              | 1:15.045    | 1:14.549 | 1:14.120 | 2       |
| 3   | 5  | Sebastian Vettel   | Red Bull-Renault     | 1:15.110    | 1:14.549 | 1:14.227 | 3       |
| 4   | 7  | Felipe Massa       | Ferrari              | 1:14.757    | 1:14.405 | 1:14.283 | 4       |
| 5   | 2  | Lewis Hamilton     | McLaren-Mercedes     | 1:15.676    | 1:14.527 | 1:14.432 | 5       |
| 6   | 4  | Nico Rosberg       | Mercedes GP          | 1:15.188    | 1:14.375 | 1:14.544 | 6       |
| 7   | 3  | Michael Schumacher | Mercedes GP          | 1:15.649    | 1:14.691 | 1:14.590 | 7       |
| 8   | 1  | Jenson Button      | McLaren-Mercedes     | 1:15.623    | 1:15.150 | 1:14.637 | 8       |
| 9   | 9  | Rubens Barrichello | Williams-Cosworth    | 1:15.590    | 1:15.083 | 1:14.901 | 9       |
| 10  | 15 | Vitantonio Liuzzi  | Force India-Mercedes | 1:15.397    | 1:15.061 | 1:15.170 | 10      |
| 11  | 10 | Nico Hülkenberg    | Williams-Cosworth    | 1:16.030    | 1:15.317 |          | 11      |
| 12  | 14 | Adrian Sutil       | Force India-Mercedes | 1:15.445    | 1:15.318 |          | 12      |
| 13  | 16 | Sébastien Buemi    | Toro Rosso-Ferrari   | 1:15.961    | 1:15.413 |          | 13      |
| 14  | 12 | Vitali Petrov      | Renault              | 1:15.482    | 1:15.576 |          | 14      |
| 15  | 22 | Pedro de la Rosa   | BMW Sauber-Ferrari   | 1:15.908    | 1:15.692 |          | 15      |
| 16  | 23 | Kamui Kobayashi    | BMW Sauber-Ferrari   | 1:16.175    | 1:15.992 |          | 16      |
| 17  | 17 | Jaime Alguersuari  | Toro Rosso-Ferrari   | 1:16.021    | 1:16.176 |          | 17      |
| 18  | 19 | Heikki Kovalainen  | Lotus-Cosworth       | 1:17.094    |          |          | 18      |
| 19  | 18 | Jarno Trulli       | Lotus-Cosworth       | 1:17.134    |          |          | 19      |
| 20  | 24 | Timo Glock         | Virgin-Cosworth      | 1:17.377    |          |          | 20      |
| 21  | 25 | Lucas di Grassi    | Virgin-Cosworth      | 1:17.864    |          |          | 21      |
| 22  | 21 | Bruno Senna        | Hispania-Cosworth    | 1:18.509    |          |          | 22      |
| 23  | 20 | Karun Chandhok     | Hispania-Cosworth    | 1:19.559    |          |          | 23      |
| 24  | 8  | Fernando Alonso    | Ferrari              | Sense temps |          |          | 24      |

## Resultats de la cursa
| Pos. | Nº | Pilot              | Equip                  | Voltes | Temps/Retirada       | Graella | Punts |
| ---- | -- | ------------------ | ---------------------- | ------ | -------------------- | ------- | ----- |
| 1    | 6  | Mark Webber        | Red Bull - Renault     | 78     | 1h 50' 13. 355       | 1       | 25    |
| 2    | 5  | Sebastian Vettel   | Red Bull - Renault     | 78     | + 0.4 s              | 3       | 18    |
| 3    | 11 | Robert Kubica      | Renault                | 78     | + 1.6 s              | 2       | 15    |
| 4    | 7  | Felipe Massa       | Ferrari                | 78     | + 2.6 s              | 4       | 12    |
| 5    | 2  | Lewis Hamilton     | McLaren - Mercedes     | 78     | + 4.3 s              | 5       | 10    |
| 6    | 8  | Fernando Alonso    | Ferrari                | 78     | + 6.3 s              | 24      | 8     |
| 7    | 4  | Nico Rosberg       | Mercedes GP            | 78     | + 6.6 s              | 6       | 6     |
| 8    | 14 | Adrian Sutil       | Force India - Mercedes | 78     | + 6.9 s              | 12      | 4     |
| 9    | 15 | Vitantonio Liuzzi  | Force India - Mercedes | 78     | + 7.3 s              | 10      | 2     |
| 10   | 16 | Sébastien Buemi    | Toro Rosso - Ferrari   | 78     | + 8.1 s              | 13      | 1     |
| 11   | 17 | Jaime Alguersuari  | Toro Rosso - Ferrari   | 78     | + 9.1 s              | 17      |       |
| 12   | 3  | Michael Schumacher | Mercedes GP            | 78     | + 25.7* s            | 7       |       |
| 13   | 12 | Vitali Petrov      | Renault                | 73     | + 5 Voltes/Frens     | 14      |       |
| 14   | 20 | Karun Chandhok     | Hispania - Cosworth    | 70     | + 8 Voltes/Col·lisió | 23      |       |
| 15   | 18 | Jarno Trulli       | Lotus - Cosworth       | 70     | + 8 Voltes/Col·lisió | 19      |       |
| Ret  | 19 | Heikki Kovalainen  | Lotus - Cosworth       | 58     | Direcció             | 18      |       |
| Ret  | 21 | Bruno Senna        | Hispania - Cosworth    | 58     | Part mecànica        | 22      |       |
| Ret  | 9  | Rubens Barrichello | Williams - Cosworth    | 30     | Suspensions/accident | 9       |       |
| Ret  | 23 | Kamui Kobayashi    | BMW Sauber - Ferrari   | 26     | Hidràulics           | 16      |       |
| Ret  | 25 | Lucas di Grassi    | Virgin - Cosworth      | 25     | Suspensions          | 21      |       |
| Ret  | 24 | Timo Glock         | Virgin - Cosworth      | 22     | Suspensions          | 20      |       |
| Ret  | 22 | Pedro de la Rosa   | BMW Sauber - Ferrari   | 21     | Hidràulics           | 15      |       |
| Ret  | 1  | Jenson Button      | McLaren - Mercedes     | 2      | Sobreescalfament     | 8       |       |
| Ret  | 10 | Nico Hülkenberg    | Williams - Cosworth    | 0      | Accident             | 11      |       |

(*) Penalitzat en finalitzar la cursa amb 20 segons per avançar amb el safety car a pista.

## Altres
- Pole: Mark Webber 1' 13. 826

- Volta ràpida: Sebastian Vettel 1' 15. 192 (a la volta 71)